# Pedro Proença
Pedro Proença (Lisszabon, 1970. november 3. –) portugál nemzetközi labdarúgó-játékvezető.

## Pályafutása

### Nemzeti játékvezetés
A játékvezetői vizsgát 1988-ban tette le, 1998-ban lett hazája legfelső szintű labdarúgó-bajnokságának játékvezetője.

### Nemzetközi játékvezetés
A Portugál labdarúgó-szövetség Játékvezető Bizottsága (JB) terjesztette fel nemzetközi játékvezetőnek, a Nemzetközi Labdarúgó-szövetség (FIFA) 2003-tól tartotta nyilván bírói keretében. Több nemzetek közötti válogatott és klubmérkőzést vezetett, vagy működő társának 4. bíróként illetve alapvonali bíróként tevékenykedett. 2007-től az UEFA JB elit játékvezetőinek tagja. FIFA JB besorolás szerint 2010-től elit kategóriás bíró. A portugál nemzetközi játékvezetők rangsorában, a világbajnokság-Európa-bajnokság sorrendjében a 4. helyet foglalja el 17 találkozó szolgálatával. Válogatott mérkőzéseinek száma: 27 (2014).

#### Labdarúgó-világbajnokság
A világbajnoki döntőhöz vezető úton Németországba a XVIII., a 2006-os labdarúgó-világbajnokságra, Dél-Afrikába a XIX., a 2010-es labdarúgó-világbajnokságra, valamint Brazíliába a XX., a 2014-es labdarúgó-világbajnokságra a FIFA JB játékvezetőként alkalmazta.

##### 2006-os labdarúgó-világbajnokság

###### Selejtező mérkőzés
| Időpont             | Helyszín                 | Mérkőzés típusa           | Mérkőzés           | Eredmény | Nézők száma |
| ------------------- | ------------------------ | ------------------------- | ------------------ | -------- | ----------- |
| 2004. szeptember 8. | Központi Stadion, Almati | előselejtező (2. csoport) | Kazahsztán–Ukrajna | 1 – 2    | 23 000      |

##### 2010-es labdarúgó-világbajnokság

###### Selejtező mérkőzés
| Időpont           | Helyszín                     | Mérkőzés típusa           | Mérkőzés               | Eredmény | Nézők száma |
| ----------------- | ---------------------------- | ------------------------- | ---------------------- | -------- | ----------- |
| 2008. október 15. | Via del Mare Stadion, Lecce  | előselejtező (8. csoport) | Olaszország–Montenegró | 2 – 1    | 20 162      |
| 2009. március 28. | Ljudski VRT Stadion, Maribor | előselejtező (3. csoport) | Szlovénia–Csehország   | 0 – 0    | 12 500      |
| 2009. október 14. | Francia Stadion, Saint-Denis | előselejtező (7. csoport) | Franciaország–Ausztria | 3 – 1    | 78 099      |

##### 2014-es labdarúgó-világbajnokság
2012-ben a FIFA JB bejelentette, hogy a brazil labdarúgó-világbajnokság lehetséges játékvezetőinek átmeneti listájára jelölte. A kiválasztottak mindegyike részt vett több szakmai szemináriumon. A FIFA JB 25 bírót és segítőiket, valamint kilenc tartalék bírót és melléjük egy-egy asszisztenst nevezett meg. A végleges listát különböző technikai, fizikai, pszichológiai és egészségügyi tesztek teljesítése, valamint különböző erősségű összecsapásokon mutatott teljesítmények alapján állították össze.

###### Selejtező mérkőzés
| Időpont              | Helyszín                     | Mérkőzés típusa           | Mérkőzés               | Eredmény | Nézők száma |
| -------------------- | ---------------------------- | ------------------------- | ---------------------- | -------- | ----------- |
| 2012. szeptember 11. | Népstadion, Budapest         | előselejtező (D. csoport) | Magyarország–Hollandia | 1 – 4    | 22 700      |
| 2012. október 16.    | Olimpiai Stadion, Berlin     | előselejtező (C. csoport) | Németország–Svédország | 4 – 4    | 72 369      |
| 2013. szeptember 10. | Olimpiai Stadion, Kijev      | előselejtező (H. csoport) | Ukrajna–Anglia         | 0 – 0    | 69 890      |
| 2013. október 11.    | Qemal Stafa Stadion, Tirana  | előselejtező (E. csoport) | Albánia–Svájc          | 1 – 2    | 14 000      |
| 2013. november 15.   | Karaiskakis Stadion, Pireusz | rájátszás (1. mérkőzés)   | Görögország–Románia    | 3 – 1    | 26 200      |

###### Világbajnoki mérkőzés
| Időpont          | Helyszín                    | Mérkőzés típusa              | Mérkőzés             | Eredmény | Nézők száma |
| ---------------- | --------------------------- | ---------------------------- | -------------------- | -------- | ----------- |
| 2014. június 18. | Arena da Amazônia, Manaus   | csoportmérkőzés (A. csoport) | Kamerun–Horvátország | 0 – 4    | 39 982      |
| 2014. június 24. | Arena Pantanal, Cuiabá      | csoportmérkőzés (C. csoport) | Japán–Kolumbia       | 1 – 4    | 40 340      |
| 2014. június 29. | Estádio Castelão, Fortaleza | egyik nyolcaddöntő           | Hollandia–Mexikó     | 2 – 1    | 58 817      |

#### Labdarúgó-Európa-bajnokság

##### U19-es labdarúgó-Európa-bajnokság
Svájc rendezte a 2004-es U19-es labdarúgó-Európa-bajnokságot, ahol az Európai Labdarúgó-szövetség (UEFA) JB ezen a tornán mutatta be az európai nemzetközi résztvevőknek.

###### 2004-es U19-es labdarúgó-Európa-bajnokság
| Időpont          | Helyszín                   | Mérkőzés típusa              | Mérkőzés                  | Eredmény |
| ---------------- | -------------------------- | ---------------------------- | ------------------------- | -------- |
| 2004. július 13. | Városi Stadion, Aarau      | csoportmérkőzés (A. csoport) | Svájc–Olaszország         | 1 – 1    |
| 2004. július 15. | Központi Stadion, Freiburg | csoportmérkőzés (B. csoport) | Németország–Lengyelország | 3 – 1    |
| 2004. július 24. | Colovray Stadion, Nyon     | döntő                        | Törökország–Spanyolország | 0 – 1    |

##### U21-es labdarúgó-Európa-bajnokság
Svédországban rendezték a 2009-es U21-es labdarúgó-Európa-bajnokságot, ahol az UEFA JB bírói szolgálatra alkalmazta.

###### 2009-es U21-es labdarúgó-Európa-bajnokság
| Időpont          | Helyszín                      | Mérkőzés típusa              | Mérkőzés                | Eredmény | Nézők száma |
| ---------------- | ----------------------------- | ---------------------------- | ----------------------- | -------- | ----------- |
| 2009. június 16. | Olimpiai Stadion, Helsingborg | csoportmérkőzés (A. csoport) | Szerbia–Olaszország     | 0 – 0    | 7 158       |
| 2009. június 23. | Új Stadion, Malmö             | csoportmérkőzés (A. csoport) | Szerbia–Svédország      | 1 – 3    | 19 820      |
| 2009. június 26. | Olimpiai Stadion, Helsingborg | egyik elődöntő               | Olaszország–Németország | 0 – 1    | 8 094       |

---
Az európai-labdarúgó torna döntőjéhez vezető úton Ausztriába és Svájcba a XIII., a 2008-as labdarúgó-Európa-bajnokságra és Ukrajnába és Lengyelországba a XIII., a 2012-es labdarúgó-Európa-bajnokság ra az Európai Labdarúgó-szövetség (UEFA) JB játékvezetőként foglalkoztatta. 2012-ben a 14. labdarúgó-Európa-bajnokság döntőjét, első portugálként vezethette.

##### 2008-as labdarúgó-Európa-bajnokság

###### Selejtező mérkőzés
| Időpont             | Helyszín                   | Mérkőzés típusa           | Mérkőzés                | Eredmény | Nézők száma |
| ------------------- | -------------------------- | ------------------------- | ----------------------- | -------- | ----------- |
| 2007. március 28.   | Központi Stadion, Ta’ Qali | előselejtező (C. csoport) | Málta–Görögország       | 0 – 1    | 15 000      |
| 2007. szeptember 8. | Skonto Stadion, Riga       | előselejtező (F. csoport) | Litvánia–Észak-Írország | 1 – 0    | 7 500       |

##### 2012-es labdarúgó-Európa-bajnokság
Az UEFA JB az Ukrajnában és Lengyelországban rendezett, a XIV., a 2012-es labdarúgó-Európa-bajnokságra a 12 fős játékvezetői keretbe delegálta. A nemzetközi torna előtt speciális felkészítő edzőtáborba vettek részt. Elsőként 2012. január 30. - február 2. között, utána április végén a Varsóban folytatódott felkészítésük. A kontinensviadal történetében először meccsenként négy asszisztens segítette munkáját.

###### Selejtező mérkőzés
| Időpont            | Helyszín                          | Mérkőzés típusa           | Mérkőzés                 | Eredmény | Nézők száma |
| ------------------ | --------------------------------- | ------------------------- | ------------------------ | -------- | ----------- |
| 2010. október 9.   | Stade de France, Saint-Denis      | előselejtező (D. csoport) | Franciaország–Románia    | 2 – 0    | 79 299      |
| 2011-09-02.        | Városi Stadion, Dublin            | előselejtező (B. csoport) | Írország–Szlovákia       | 0 : 0    | 35 480      |
| 2011. október 7.   | FK Crvena zvezda Stadion, Belgrád | előselejtező (C. csoport) | Szerbia–Olaszország      | 1 : 1    | 35 000      |
| 2011. november 15. | Maksimir Stadion, Zágráb          | rájátszás                 | Horvátország–Törökország | 0 : 0    | 26 371      |

###### Európa-bajnoki mérkőzés
| Időpont           | Helyszín                | Mérkőzés típusa              | Mérkőzés                  | Eredmény | Nézők száma |
| ----------------- | ----------------------- | ---------------------------- | ------------------------- | -------- | ----------- |
| 2012. június 14.  | PGE Arena, Gdańsk       | csoportmérkőzés (C. csoport) | Spanyolország–Írország    | 4 – 0    | 39 150      |
| 2012. június 19.  | Olimpiai Stadion, Kijev | csoportmérkőzés (D. csoport) | Svédország–Franciaország  | 2 – 0    | 63 010      |
| 2012. június 24.. | Olimpiai Stadion, Kijev | egyik negyeddöntő            | Anglia–Olaszország        | 0 : 0    | 56 500      |
| 2012. július 1.   | Olimpiai Stadion, Kijev | döntő                        | Spanyolország–Olaszország | 4 : 0    | 63 170      |

#### Konföderációs kupa
Brazília rendezte a 2013-as konföderációs kupát, ahol a FIFA JB bíróként foglalkoztatta.
| Időpont          | Helyszín                       | Mérkőzés típusa              | Mérkőzés       | Eredmény | Nézők száma |
| ---------------- | ------------------------------ | ---------------------------- | -------------- | -------- | ----------- |
| 2013. június 15. | Nemzeti Stadion, Brazíliaváros | csoportmérkőzés (A. csoport) | Brazília–Japán | 3 – 0    | 67 423      |
| 2013. június 23. | Cidade da Copa Stadion, Recife | csoportmérkőzés (B. csoport) | Uruguay–Tahiti | 8 – 0    | 22 047      |

#### Nemzetközi kupamérkőzések
Vezetett Kupa-döntők száma: 1.

##### UEFA-bajnokok ligája
Az 58. játékvezető – a 2. portugál – aki UEFA-bajnokok ligája döntőt vezetett.
| Időpont              | Helyszín                   | Mérkőzés típusa         | Mérkőzés                     | Eredmény | Nézők száma |
| -------------------- | -------------------------- | ----------------------- | ---------------------------- | -------- | ----------- |
| 2009. szeptember 16. | Anfield Stadion, Liverpool | csoportkör (E. csoport) | Liverpool FC–Debreceni VSC   | 1 – 0    | 41 591      |
| 2012. május 19.      | Allianz Arena, München     | döntő                   | FC Bayern München–Chelsea FC | 1 – 1    | 62 500      |

## Szakmai sikerek
- A 2007/2008-as bajnoki évadban nyújtott kiegyensúlyozott teljesítményének elismeréseként a portugál JB az Év Játékvezetője címmel tüntette ki.
- A IFFHS (International Federation of Football History & Statistics) 1987-2011 évadokról tartott nemzetközi szavazásán 151, játékvezető besorolásával minden idők 139, legjobb bírójának rangsorolta, holtversenyben Felipe Ramos, Eric Poulat és Valenzano Ubaldo Aquino társaságában.
- 2012-ben a Nemzetközi Labdarúgás-történeti és -statisztikai Szövetség az év játékvezetőjének választotta.[1]